# Hanomag Garant
La Hanomag Garant è stata un'auto economica/media prodotta dalla ditta tedesca Hanomag dal 1934 al 1938 come sostituta della Hanomag 3/17 PS  e delle sue successive versioni. La carrozzeria possedeva le forme classiche delle auto dell’epoca, con parafanghi esterni e predelline laterali e con 3610 mm di lunghezza, conservava le stesse le dimensioni del modello precedente. Con le successive versioni la lunghezza crebbe fino a raggiungere i 4100 mm.

## Storia
Sotto al cofano c'era solamente il motore a quattro cilindri da 1097 cm³ che erogava 23 CV. 
Le ruote posteriori erano azionate dal motore per mezzo di un albero di trasmissione comandato da un cambio finalmente a quattro velocità con differenziale. Il veicolo possedeva un telaio metallico e una carrozzeria in lamiera d'acciaio e offriva quattro posti comodi, sia nella berlina che nella berlina decappottabile. 
Parrallelamente alla Garant venne offerta la Hanomag Kurier, dotata di telaio scatolato. Il motore era lo stesso della Garant, ma venne offerta solo come berlina.
Nel 1938 il modello in tutte le sue versioni, fu sostituito dalla Hanomag 1,3 Liter dalla moderna carrozzeria aerodinamica.